# Corycaeus typicus
Corycaeus typicus är en kräftdjursart som först beskrevs av Henrik Nikolai Krøyer 1849.  Corycaeus typicus ingår i släktet Corycaeus och familjen Corycaeidae. Inga underarter finns listade i Catalogue of Life.